# TransOlímpica
TransOlímpica é uma via expressa da cidade do Rio de Janeiro que liga o Recreio dos Bandeirantes à Magalhães Bastos. Oficialmente como Corredor Presidente Tancredo Neves é também um corredor do BRT do Rio de Janeiro que liga o Recreio dos Bandeirantes e a Barra da Tijuca à Deodoro. A ideia desta via foi concebida em 1965 no Plano Doxiadis como a Linha Azul, e seu traçado original ligaria o Recreio à Penha. Atualmente o traçado da Linha Azul é composto por partes das vias expressas TransOlímpica e TransCarioca.
A TransOlímpica foi criada para ligar dois pólos de eventos dos Jogos Olímpicos de Verão de 2016, o Parque Olímpico da Barra da Tijuca e o Parque Olímpico de Deodoro. O corredor tem 23 quilômetros e 21 estações desde junho de 2022.
Inaugurada em julho de 2016, tanto a via expressa quanto o corredor de BRT tiveram circulação restrita nas primeiras semanas a espectadores e veículos de serviço dos Jogos Olímpicos de Verão de 2016. O corredor foi aberto ao público em geral no dia 23 de agosto de 2016.

## Histórico
Inicialmente, a via teria uma extensão de 26 quilômetros, porém, devido ao alto valor das obras, foi reduzida para 23 quilômetros. A via passa pelos bairros do Recreio dos Bandeirantes, Barra da Tijuca, Curicica, Jacarepaguá, Taquara, Jardim Sulacap, Magalhães Bastos, Vila Militar e Deodoro.
A via possui duas pistas, com duas faixas cada uma, para carros; e um corredor de ônibus, o Bus Rapid Transit (BRT), com 18 estações. O custo da obra e valor do pedágio só foram divulgados no dia 11 de junho de 2010, quando foi realizada uma audiência pública. A TransOlímpica foi construída e operada através de uma parceria com uma iniciativa privada. A empresa ficou responsável pela construção e passou a ser paga através da cobrança do pedágio, ao mesmo tempo em que recebia também uma mensalidade da prefeitura. Outra empresa explora o sistema BRT. A praça de pedágio ficou na altura do bairro de Jardim Sulacap.
Foi anunciado pela prefeitura do Rio de Janeiro em maio de 2010, com previsão de início de obras para o primeiro semestre de 2011. Porém, posteriormente, o início foi adiado para janeiro de 2012, o que também não se realizou. A licitação foi remarcada para março de 2012, porém, foi novamente adiada devido à mudanças no edital.
O número original de estações também foi revisto. O projeto também perdeu uma estação subterrânea que seria construída na Taquara para integrar o BRT à rede local de ônibus. A ideia de que os passageiros chegariam à estação por escadas rolantes e elevadores foi descartada.

### Licitação
Em 19 de abril de 2012, foi anunciado que o consórcio formado por Invepar, Odebrecht (atual Novonor) e CCR, chamado Rio Olímpico, venceu o leilão do projeto da TransOlímpica. O contrato tem duração de 35 anos. O grupo será responsável pela conservação, manutenção e operação do corredor. Estima-se que o pedágio terá o mesmo preço do pedágio da Linha Amarela, e que o início das obras se deu em junho de 2012.

### Inauguração
O corredor foi inaugurado em 9 de julho de 2016, com tráfego restrito a BRTs e veículos de atletas, turistas e profissionais relacionados aos Jogos Olímpicos de Verão e Jogos Paralímpicos de Verão daquele ano. A abertura ao público em geral ocorreu seis semanas depois, em 23 de agosto.

## Início das obras
As obras foram iniciadas em julho de 2012. Houve um gasto adicional que a prefeitura licitou, em 2014, uma extensão de 3 km, apenas do BRT, até a Vila Militar, em Deodoro.
O projeto começou com a construção de um viaduto sobre a Avenida Marechal Fontenelle em Sulacap. Essa parte do trabalho durou um ano. Ainda em 2012, o município iniciou a construção de um segundo viaduto sobre a Avenida Brasil e um terceiro sobre o ramal da SuperVia de Magalhães Bastos e Estrada São Pedro de Alcântara. Há 16 pontes e viadutos na rodovia.

O corredor TransOlímpica possui 23 quilômetros com 18 estações e 3 terminais. A via expressa faz integração com os corredores TransOeste, TransCarioca, e futuramente com a TransBrasil. A obra estava prevista que ficasse pronta, já incluindo a extensão até Deodoro, em dezembro de 2015, a tempo de ser usada nos Jogos Olímpicos. Durante os jogos, o corredor ligou a Vila dos Atletas, na Barra da Tijuca, ao Parque Radical de Deodoro.

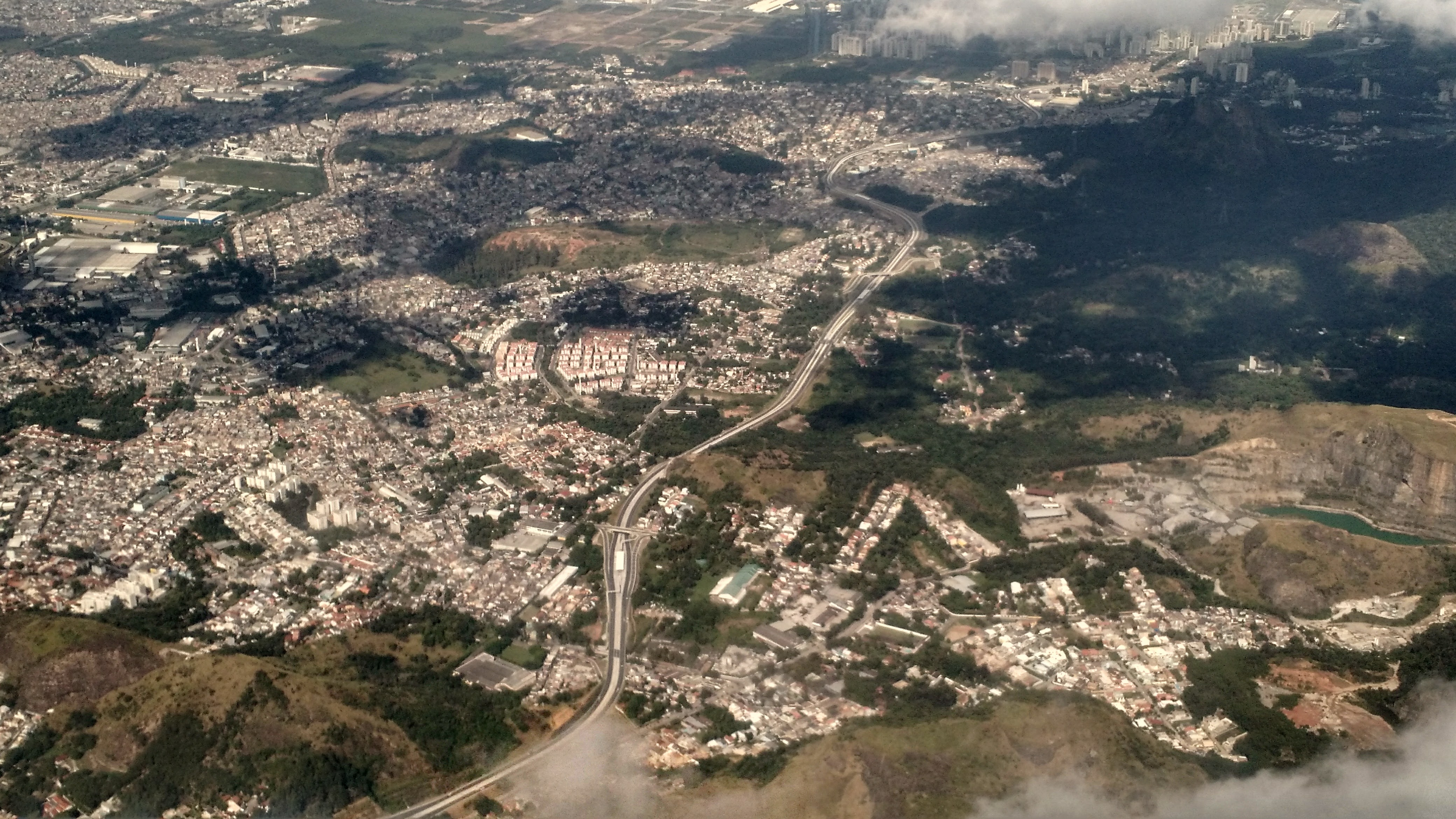
TransOlímpica vista do alto, cortando os bairros de Curicica, Jacarepaguá e Taquara

## Pedágio
Desde a inauguração da Linha Amarela, em 1997, moradores do Rio de Janeiro acionam a prefeitura com questionamentos sobre a legalidade da cobrança. De acordo com os incisos I, XI e XXVII do artigo 22 da Constituição brasileira de 1988, os municípios seriam proibidos de legislar sobre pedágio. Não seria possível, portanto, haver cobrança pelo uso de uma via que seja intramunicipal, ou seja, que saia de um ponto da cidade e termine em outro do mesmo município. É o caso do pedágio da Linha Amarela, e também é o caso da TransOlímpica. O pedágio da via é cobrado na praça de pedágio em Sulacap, assim como em cabines de cobrança nas alças de acesso na Estrada do Rio Grande.